# Hlinné
Hlinné es un municipio del distrito de Vranov nad Topľou en la región de Prešov, Eslovaquia, con una población estimada a final del año 2024 de 1917 habitantes.
Se encuentra ubicado en el centro-sur de la región, cerca del río Topľa (cuenca hidrográfica del río Tisza) y de la frontera con la región de Košice.

## Demografía
| Año        | 1994 | 2004     | 2014     | 2024    |
| ---------- | ---- | -------- | -------- | ------- |
| Población  | 1453 | 1642     | 1824     | 1917    |
| Diferencia |      | +13,00 % | +11,08 % | +5,09 % |

| Año        | 2023 | 2024    |
| ---------- | ---- | ------- |
| Población  | 1907 | 1917    |
| Diferencia |      | +0,52 % |